# الجرفة (وشحة)

تعديل مصدري - تعديل

الجرفة هي إحدى قرى عزلة بنى سعد بمديرية وشحة التابعة لمحافظة حجة، بلغ تعداد سكانها 83 نسمة حسب تعداد اليمن لعام 2004.